# Drassinella gertschi
Drassinella gertschi är en spindelart som beskrevs av Norman I. Platnick och Darrell Ubick 1989. Drassinella gertschi ingår i släktet Drassinella och familjen flinkspindlar. Inga underarter finns listade i Catalogue of Life.